# Route nationale 586
Die N586 war von 1933 bis 1973 eine französische Nationalstraße, die in zwei Teilen zwischen Balsièges und Palavas-les-Flots verlief. Ihre Gesamtlänge betrug 166 Kilometer. 1977 wurde die Nummer N586 für eine neu erstellte Verbindung zwischen der A10 und N10 nördlich von Châtellerault vergeben. Seit 2006 trägt die Straße die Nummer D161.